# Synanthedon
Genre
Le genre Synanthedon regroupe des lépidoptères (papillons) de la famille des Sesiidae, de la sous-famille des Sesiinae et de la tribu des Synanthedonini.
Comme celles du genre Sesia, certaines espèces sont communément appelées "sésie".

## Liste des espèces
- Synanthedon acerni (Clemens, 1860).
- Synanthedon acerrubri (Miskin, 1892).
- Synanthedon albicornis (H. Edwards, 1881).
- Synanthedon alleri (Engelhardt, 1946).
- Synanthedon andrenaeformis (Laspeyres, 1801).
- Synanthedon arctica (Beutenmüller, 1900).
- Synanthedon arizonensis (Beutenmüller, 1916).
- Synanthedon arkansasensis (Beutenmüller, 1916).
- Synanthedon armeniacum (Borkhausen, 1789).
- Synanthedon bibionipennis (Boisduval, 1869).
- Synanthedon bolteri (H. Edwards, 1883).
- Synanthedon canadensis (H. Edwards, 1883).
- Synanthedon castaneae (Busck, 1913).
- Synanthedon cephiformis (Ochsenheimer, 1808).
- Synanthedon cerskisi (Laspeyres, 1801).
- Synanthedon chrysidipennis (Boisduval, 1869).
- Synanthedon codeti (Oberthür, 1881).
- Synanthedon conopiformis (Esper, 1782).
- Synanthedon culiciformis (Linnaeus, 1758).
- Synanthedon cupreifascia (Miskin, 1892).
- Synanthedon decipiens (H. Edwards, 1881).
- Synanthedon dominicki (H. Edwards, 1883).
- Synanthedon exitiosa (Say, 1823).
- Synanthedon fatifera (Clemens, 1860).
- Synanthedon flaviventris (Staudinger, 1883).
- Synanthedon formicaeformis (Esper, 1783).
- Synanthedon fulvipes (Harris, 1839).
- Synanthedon geliformis (Walker, 1856).
- Synanthedon geranii (Králícek, 1966).
- Synanthedon helenis (Engelhardt, 1946).
- Synanthedon kathyae (Boisduval, 1869).
- Synanthedon loranthi (Králícek, 1966).
- Synanthedon martjanovi (Laspeyres, 1801).
- Synanthedon melliniformis (Laspeyres, 1801).
- Synanthedon mellinipennis (Boisduval, 1836).
- Synanthedon mesiaeformis (Herrich-Schäffer, 1846).
- Synanthedon myopaeformis (Borkhausen, 1789), sésie du pommier.
- Synanthedon novaroensis (H. Edwards, 1881).
- Synanthedon perigordensis (Laspeyres, 1801).
- Synanthedon pictipes (Grote et Robinson, 1868).
- Synanthedon pini (Kellicott, 1881).
- Synanthedon polaris (Staudinger, 1877).
- Synanthedon polygoni (H. Edwards, 1881).
- Synanthedon proxima (H. Edwards, 1881).
- Synanthedon pyri (Harris, 1830).
- Synanthedon refulgens (H. Edwards, 1881).
- Synanthedon resplendens (H. Edwards, 1881).
- Synanthedon rhododendri (Beutemüller, 1909).
- Synanthedon richardsi (Engelhardt, 1946).
- Synanthedon rileyana (H. Edwards, 1881).
- Synanthedon rubrofascia (H. Edwards, 1881).
- Synanthedon sapygaeformis (Walker, 1856).
- Synanthedon saxifragae (H. Edwards, 1881).
- Synanthedon scitula (Harris, 1839).
- Synanthedon scoliaeformis (Borkhausen, 1789).
- Synanthedon sequoiae (H. Edwards, 1881).
- Synanthedon sigmoidea (BeutenmÜller, 1897).
- Synanthedon soffneri (Špatenka, 1983[1]).
- Synanthedon spatenkai (Laspeyres, 1801).
- Synanthedon spheciformis (Denis et Schiffermüller, 1775).
- Synanthedon spuleri (Fuchs, 1908).
- Synanthedon stomoxiformis (Hübner, 1790).
- Synanthedon theryi (Oberthür, 1881).
- Synanthedon tipuliformis (Clerck, 1759) - sésie du groseillier
- Synanthedon tosevskii (Laspeyres, 1801).
- Synanthedon typhiaeformis (Borkhausen, 1789).
- Synanthedon ulmicolum (Laspeyres, 1801).
- Synanthedon uralensis (Bartel, 1906).
- Synanthedon vespiformis (Linnaeus, 1761).
- Synanthedon viburni (Clemens, 1860).